# Forte Penzo
Il forte Penzo (detto anche batteria Penzo) è un'opera militare posta in Veneto, in provincia di Venezia, nel territorio del comune di Chioggia.

## Storia
La batteria Penzo, dedicata alla memoria dell'ufficiale Vincenzo Penzo, faceva parte del gruppo Forte San Felice. Fu costruita alla vigila della prima guerra mondiale dove durante il conflitto vi fu dislocata la 3ª compagnia del 5º Reggimento artiglieria. Dopo il secondo conflitto mondiale il forte subì delle modifiche, legate alla conversione ad altri usi.
Negli anni '50 un distaccamento della Marina Militare operava qui, con un presidio per il monitoraggio, il controllo e la difesa dell'attività marittima. Negli anni '70 il fabbricato è stato ceduto dal Demanio Militare alla Croce Rossa Italiana.